# Louis Gilbert
Pour les articles homonymes, voir Gilbert.
Louis Gilbert, né le 9 mai 1831 à Angers et mort le 28 avril 1904 à Paris, est un architecte français.
Il a principalement construit sur la commune du Vésinet.

## Biographie
Fils d'un vannier, Louis Gilbert est élève de Tendron, Édouard Moll et Jean-Édouard Ramousset. En 1861, il expose au Salon un projet de jardin d'hiver pour le parc Monceau. Il s'installe à Bougival. Il obtient en 1877 la réalisation de l'hôtel de ville de la ville nouvelle du Vésinet qui se développe à partir de 1856 sur des plans d'une cité-jardin « à l'anglaise ». Soumise à un plan d'urbanisme stricte, la nouvelle commune propose des lotissements qui se couvrent de villas résidentielles cossues. Louis Gilbert réalisera au Vésinet au moins 33 constructions jusqu'au tout début du XXe siècle. 
Il travaillera aussi à la construction des écoles communales, de l'école Jeanne-d'Arc en 1884, à l'agrandissement de l'église Sainte-Marguerite en 1896. Il reçoit également une médaille d'argent à l'Exposition universelle de 1878 pour la conception d'un mobilier scolaire innovant. Attaché au Vésinet, conseiller municipal en 1888, il ne travaillera pratiquement pas dans d'autres communes. Son fils, Louis-Alphonse (né en 1872) sera lui aussi architecte.

## Réalisations au Vésinet
- Hôtel de ville du Vésinet, 1877.
- Villa Le Beau Chêne, 1890, 52, avenue Georges Clemenceau. Joséphine Baker y séjourna de 1929 à 1947, le site a été classé à l'inventaire supplémentaire des monuments historiques[4].
- Maison , vers 1874, 1, rue du Marché.
- Immeuble, 1886, 18, rue du Maréchal Foch.
- Maison, 31 rue Henri Cloppet.
- Maison, 1880, 75, rue Henri Cloppet.
- Villa, vers 1890, 28 bis, avenue Clemenceau. Cette villa a servi de décor pour des scènes du feuilleton Belphégor ou le Fantôme du Louvre en 1965[5].
- Maison , vers 1879, 15, rue Joffre.

Œuvres de Louis Gilbert
L'hôtel de ville du Vésinet (1877).
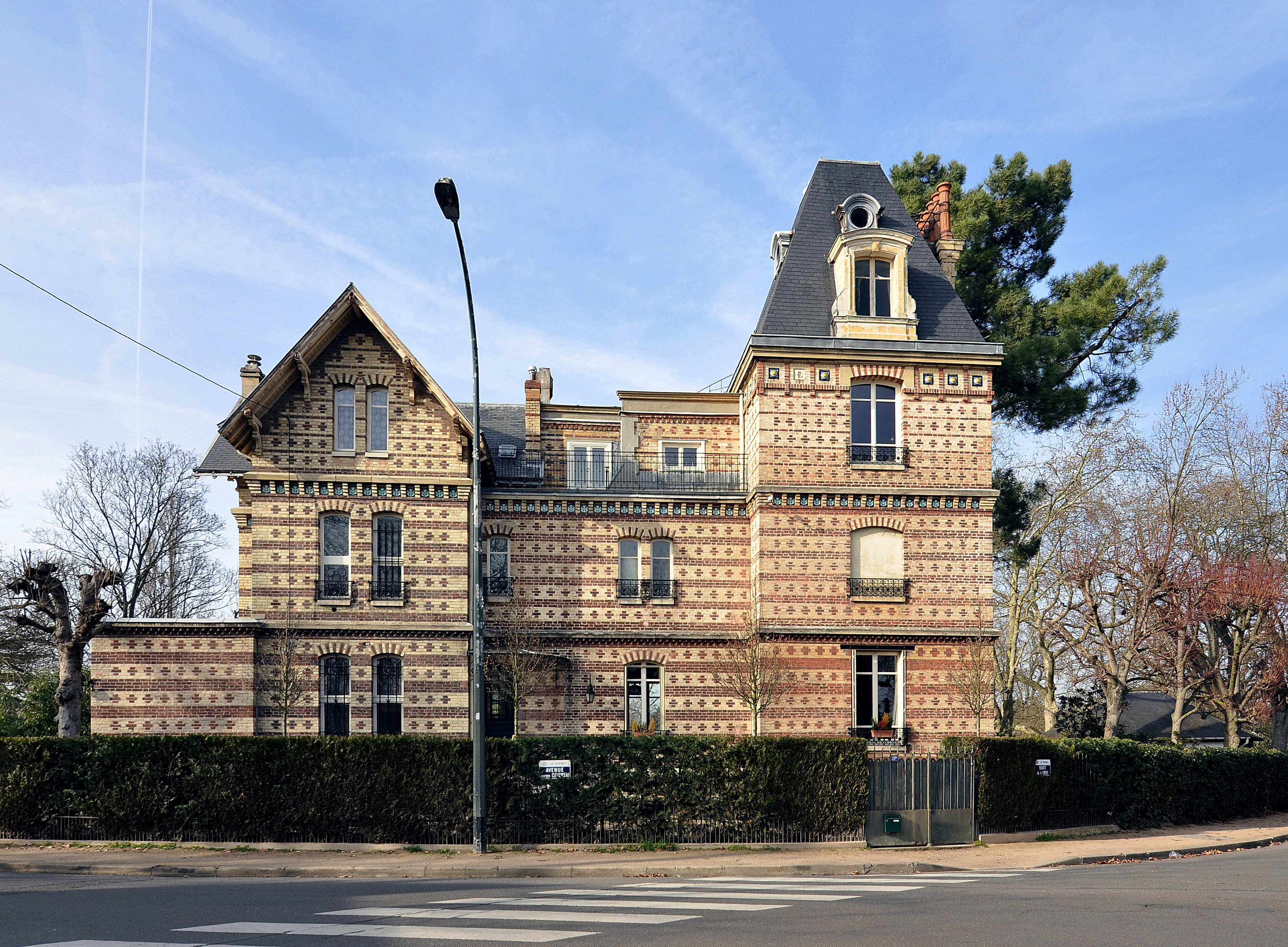
Villa au 28 bis, avenue Clemenceau, Le Vésinet (vers 1890).
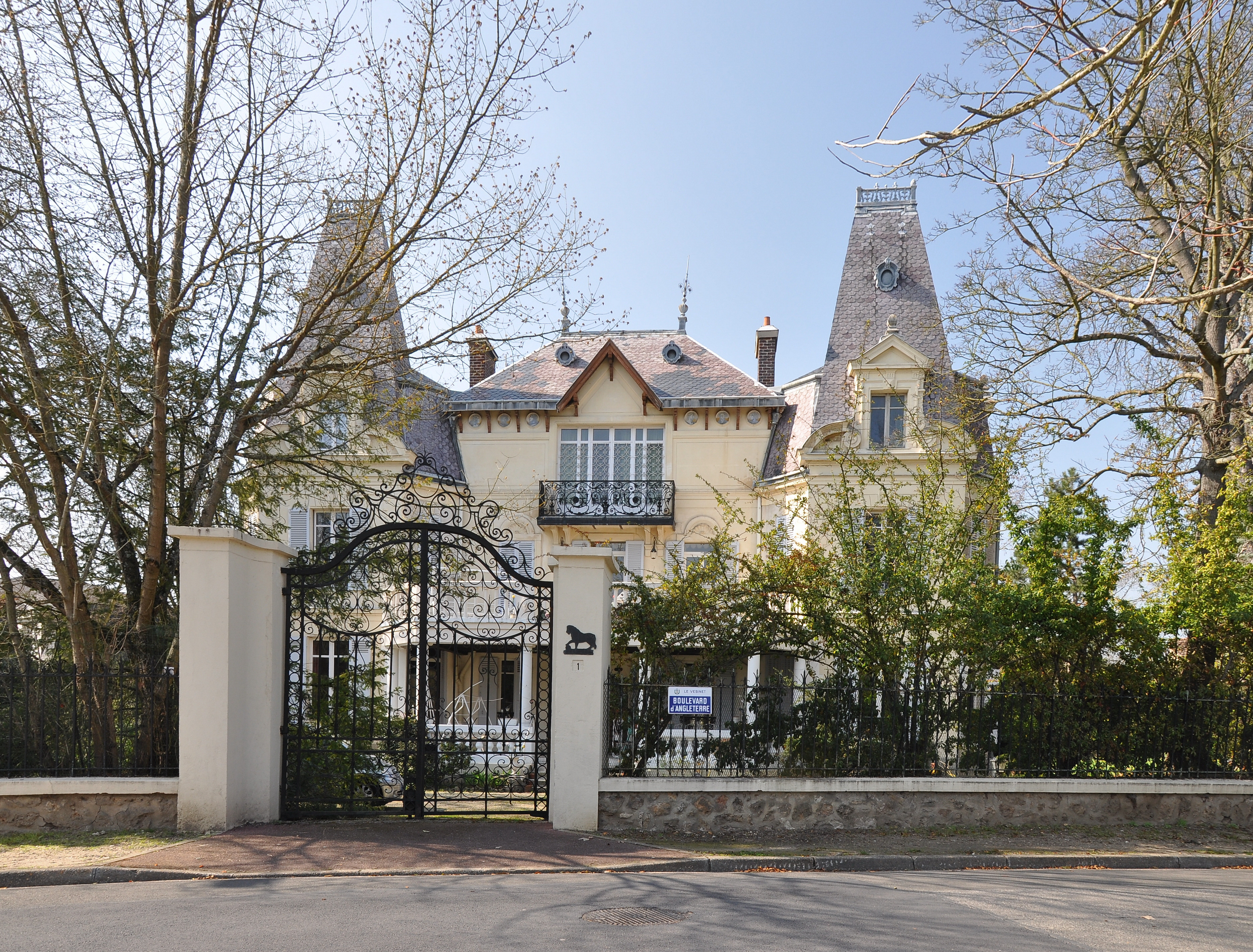
Maison au 1, boulevard d'Angleterre, Le Vésinet (vers 1870).